# A boy
『a boy』（ア・ボーイ）は、家入レオの2枚目のオリジナルアルバム。2014年2月19日にビクターエンタテインメントから発売された。

## 概要
1stアルバム『LEO』から1年4ヶ月ぶりのアルバム。前作以降にリリースされたシングル曲「Message」「太陽の女神」「チョコレート」など、全14曲を収録。本作について家入は、「大嫌いだった大人に自分がなろうと思った」「私が今後、音楽活動をしていくうえでも重要な1枚になったと思います」と話している。また、自分だけの世界観で作った1stアルバム『LEO』に対し、その後のライブで、自分というものが軸ではなく、聴いてくれる人が楽しんでくれるのが一番だと考えが変わり、このアルバムにもそれが表れていると述べている。
初回限定盤には、「君に届け」およびタイトル曲「a boy」のビデオクリップや、2013年に行われたツアーのライブ映像などが収録されたDVDが付属する。また初回限定盤・通常盤共に、先行シングル「チョコレート」とのダブル購入特典や、2014年3月から行われるツアーのうち4月開催のホール公演の先行予約シリアルナンバーが封入される。

## 収録曲
CD
| 全作詞: 家入レオ・西尾芳彦（特記以外）、全作曲: 西尾芳彦・家入レオ（特記以外）。 |                                     |                                  |                                |                              |      |
| #                                                                                | タイトル                            | 作詞                             | 作曲・編曲                     | 編曲                         | 時間 |
| 1.                                                                               | 「Lay it down」(作曲: 西尾芳彦)     | 家入レオ・ 西尾芳彦 （特記以外） | 西尾芳彦・家入レオ（特記以外） | 佐藤希久生                   | 2:55 |
| 2.                                                                               | 「太陽の女神」(作詞: 家入レオ)      | 家入レオ・ 西尾芳彦 （特記以外） | 西尾芳彦・家入レオ（特記以外） | 三輪コウダイ                 | 3:27 |
| 3.                                                                               | 「a boy」(作曲: 西尾芳彦)           | 家入レオ・ 西尾芳彦 （特記以外） | 西尾芳彦・家入レオ（特記以外） | 三輪コウダイ                 | 4:12 |
| 4.                                                                               | 「Too Many」(作曲: 西尾芳彦)        | 家入レオ・ 西尾芳彦 （特記以外） | 西尾芳彦・家入レオ（特記以外） | 佐藤希久生                   | 4:09 |
| 5.                                                                               | 「Message」(作詞: 家入レオ)         | 家入レオ・ 西尾芳彦 （特記以外） | 西尾芳彦・家入レオ（特記以外） | 鈴木Daichi秀行・三輪コウダイ | 3:31 |
| 6.                                                                               | 「Time after Time」(作曲: 西尾芳彦) | 家入レオ・ 西尾芳彦 （特記以外） | 西尾芳彦・家入レオ（特記以外） | 鈴木Daichi秀行               | 4:43 |
| 7.                                                                               | 「チョコレート」(作詞: 家入レオ)    | 家入レオ・ 西尾芳彦 （特記以外） | 西尾芳彦・家入レオ（特記以外） | 三輪コウダイ                 | 5:08 |
| 8.                                                                               | 「Free」                            | 家入レオ・ 西尾芳彦 （特記以外） | 西尾芳彦・家入レオ（特記以外） | 三輪コウダイ                 | 1:53 |
| 9.                                                                               | 「イジワルな神様」(作詞: 家入レオ)  | 家入レオ・ 西尾芳彦 （特記以外） | 西尾芳彦・家入レオ（特記以外） | 三輪コウダイ                 | 4:32 |
| 10.                                                                              | 「Kiss Me」                         | 家入レオ・ 西尾芳彦 （特記以外） | 西尾芳彦・家入レオ（特記以外） | 三輪コウダイ                 | 3:21 |
| 11.                                                                              | 「カーニバル」                      | 家入レオ・ 西尾芳彦 （特記以外） | 西尾芳彦・家入レオ（特記以外） | 三輪コウダイ                 | 3:02 |
| 12.                                                                              | 「希望の地球」                      | 家入レオ・ 西尾芳彦 （特記以外） | 西尾芳彦・家入レオ（特記以外） | 佐藤希久生                   | 4:45 |
| 13.                                                                              | 「Papa & Mama」                     | 家入レオ・ 西尾芳彦 （特記以外） | 西尾芳彦・家入レオ（特記以外） | 三輪コウダイ                 | 2:44 |
| 14.                                                                              | 「君に届け」(作詞: 家入レオ)        | 家入レオ・ 西尾芳彦 （特記以外） | 西尾芳彦・家入レオ（特記以外） | 三輪コウダイ                 | 3:54 |
| 合計時間:                                                                        | 合計時間:                           | 合計時間:                        | 52:16                          |                              |      |

DVD（初回限定盤のみ）
| #  | タイトル | 作詞 | 作曲・編曲 |
| -- | --- | ---- | ---------- |
| 1. | 「君に届け」(Music Video)                                                                                          |      |            |
| 2. | 「a boy」(Music Video)                                                                                             |      |            |
| 3. | 「SELECTIONS of 2nd Tour〜Kimi ni Todoke〜」(Second Dream / 太陽の女神 / サブリナ / ミスター / Message / キミだけ) |      |            |
| 4. | 「（特典映像）君に届け」(Music Video マルチアングル)                                                               |      |            |

### 楽曲解説
1. Lay it down
2. 太陽の女神
5thシングル。フジテレビ系テレビドラマ『海の上の診療所』主題歌。
3. a boy
ビデオクリップは手塚治虫の作品『ジャングル大帝』とのコラボレーション作品となっている。手塚プロダクションのスタッフが、家入の芸名の由来のひとつが『ジャングル大帝』の主人公レオであると聞いたことからコラボレーションが実現した[6][7]。
4. Too Many
5. Message
4thシングル。TBS系テレビドラマ『確証〜警視庁捜査3課』主題歌。
6. Time after Time
11thシングル「Hello To The World」初回限定盤B付属のCDに収録されている同名曲（シンディ・ローパーのカバー）とは別の曲。
7. チョコレート (Album ver.)
6thシングルのアルバムバージョン。シングルバージョンとは異なり、19歳現在のボーカルテイクで収録されている[2][3]ほか、前奏が新たに加わったり曲全体のアレンジが変更されている。
8. Free
9. イジワルな神様
3rdシングル「Bless You」のカップリング曲。前作『LEO』には収録されず、本作での初収録となった。
10. Kiss Me
「Free」と本曲について家入は「特にライブを意識しました」と話している。この2曲は、アルバムに収録するのを待ってほしいとスタッフに止められたのを家入が「絶対に入れさせてください!」と懇願して収録に至ったという[8]。
11. カーニバル
12. 希望の地球
読み方は「きぼうのほし」。
13. Papa & Mama
14. 君に届け
5thシングルのカップリング曲（CDシングルリリース以前に配信限定楽曲としてリリース）。首都医校・大阪医専・名古屋医専CMソング。

## 演奏
- 三輪コウダイ：Guitars, Bass ＆ Other Instruments (#2.3.5.7-11.13.14)
- 鈴木Daichi秀行：Guitars, Bass ＆ Other Instruments (#5.6)
- 佐藤希久生：Guitars, Bass ＆ Other Instruments (#1.4.12)

## チャート
| チャート（2014年）                 | 最高位 |
| ---------------------------------- | ------ |
| オリコン                           | 4      |
| Billboard JAPAN Top Albums         | 4      |
| サウンドスキャン（初回生産限定盤） | 5      |